# Fritz Albreghs
Fritz Albreghs, né en 1892 à Berlin et tué le 23 février 1945 à Meiningen par une bombe, est un Allemand sourd nazi, surnommé le « Führer des sourds ». Il joue un rôle important dans la communauté sourde en Allemagne : il défend les sourds allemands et fonde l'association nazie Regede.

## Biographie
Fritz Albreghs naît en 1892 à Berlin. Il devient sourd à l'âge de sept ans. Il étudie à l'école pour sourds de Munich. Pendant la Première Guerre mondiale, Fritz se porte volontaire pour les efforts de guerre : il va travaille dans une usine d'avions et de stocks[réf. nécessaire].
Le 16 janvier 1927, Fritz fonde l'association Reichsverband der Gehörlosen Deutschlands (Regede), qui se traduit par « Union du Reich des Sourds Allemands ».
En 1931, il devient membre du Parti national-socialiste des travailleurs allemands,. Selon la revue Hamburger Gerhörlosen-Zeitung, en 1931, Fritz crée un Sturmabteilung sourd avec huit amis sourds. En 1933, ce Sturmabteilung sourd compte 200 membres.
Fritz et sa femme sont tués le 23 février 1945 à Meiningen par une attaque aérienne qui fait 208 morts.

## Vie politique
- Président de Regede : 1927-1928[8], 1933-1940.